# Miconia serialis
Miconia serialis är en tvåhjärtbladig växtart som beskrevs av Dc.. Miconia serialis ingår i släktet Miconia och familjen Melastomataceae. Inga underarter finns listade i Catalogue of Life.